# فونتانا (بازیکن فوتبال)
فونتانا (پرتغالی: Fontana; ۳۱ دسامبر ۱۹۴۰ – ۹ سپتامبر ۱۹۸۰) بازیکن فوتبال اهل برزیل بود.
از باشگاه‌هایی که در آن بازی کرده‌است می‌توان به باشگاه ورزشی واسکو دوگاما و باشگاه ورزشی کروزیرو اشاره کرد.
وی همچنین در تیم ملی فوتبال برزیل بازی کرده‌است.